# ريو كاواساكي (مواليد 1991)
ريو كاواساكي (باليابانية: 川﨑 龍، من مواليد 1991) هو ملحن وموزع موسيقي وعازف بيانو ياباني، يتبع لشركة درايف.

## السيرة الذاتية
التحق كاواساكي بقسم التأليف الموسيقي في جامعة طوكيو للفنون، لكنه لم يكمل دراسته. بدأ العمل في تأليف وتوزيع موسيقى أغاني الأنمي والإعلانات التلفزيونية أثناء دراسته. انضم إلى شركة درايف منذ عام 2015.
أطلق مشروعه الفردي تحت اسم "Lithographs"، وصدر أول ألبوم له بعنوان RETROUVÉ في 11 مايو 2021.

## أبرز الأعمال

### أعماله في الأنمي
| السنة     | العنوان                                                           | الدور                            | ملاحظات                  |  |
| --------- | ----------------------------------------------------------------- | -------------------------------- | ------------------------ |  |
| 2016      | Fate/Grand Order -First Order-                                    | ملحن، موزع، مبرمج                | فيلم تلفزيوني            |  |
| 2017      | Shoukoku no Altair                                                | ملحن، موزع، عازف بيانو           | مسلسل تلفزيوني           |  |
| 2018      | Muhyo & Roji's Bureau of Supernatural Investigation               | ملحن، موزع                       | الموسم الأول             |  |
| 2018      | باكوماتسو                                                         | ملحن، موزع                       | الموسم الأول             |  |
| 2019      | Bakumatsu: Crisis                                                 | ملحن (بالتعاون مع Go Sakabe)     | الموسم الثاني            |  |
| 2019–2020 | Fate/Grand Order -Absolute Demonic Front: Babylonia               | ملحن، موزع                       | مسلسل تلفزيوني           |  |
| 2020      | يوغي يو! سيفينز                                                   | ملحن، منتج موسيقي                | الموسم الأول             |  |
| 2021      | إلى أبدك                                                          | ملحن، موزع                       | الموسم الأول             |  |
| 2021      | Fate/Grand Order -Final Singularity Grand Temple of Time: Solomon | ملحن، موزع                       | فيلم تلفزيوني            |  |
| 2022      | Yu-Gi-Oh! GO RUSH!!                                               | ملحن، منتج موسيقي                | الموسم الأول             |  |
| 2022      | Romantic Killer                                                   | ملحن (بالتعاون مع Tomoyuki Kono) | مسلسل على نتفليكس        |  |
| 2024      | الخادم الأسود: فصل المدرسة العامة                                 | ملحن                             | الموسم الجديد            |  |
| 2025      | Uglymug, Epicfighter                                              | ملحن                             | مسلسل قادم في يوليو 2025 |  |
| 2025      | الخادم الأسود: فصل الساحرة الزمردية                               | ملحن                             | الموسم الجديد            |  |

## وصلات خارجية
RYO KAWASAKI MUSIC
Lithographs - Ryo Kawasaki (الموقع الرسمي للمشروع الفردي)
ريو كاواساكي على تويتر.
Lithographs الرسمي على تويتر.